# 러버스 키스
《러버스 키스》(일본어: ラヴァーズ・キス)는 요시다 아키미에 의한 일본의 만화 및 이를 원작으로 2003년에 공개된 실사 영화이다.

## 개요
가마쿠라를 무대로 펼쳐지는 남녀 6명의 엇갈리는 마음을 그린 러브 스토리이다. 같은 시계열의 이야기를, 3세트·6명의 관점에서 3회 그리는 수법을 취하고 있다.
<별책 소녀 코믹>(쇼가쿠칸)에서 1995년 4월호부터 1996년 2월호까지 격월로 총 6회 연재되었다.

## 등장인물
- 카와나 리카코 (川奈 里伽子)

고등학교 3학년이다. 남자의 〈차가운 손〉에 트라우마가 있는 것 같다.
- 후지이 도모아키 (藤井 朋章)

고등학교 3학년이다. 아버지는 산부인과 의사이며 여자 친구를 임신시켜 아버지의 병원에서 수술시켰다는 소문이 있다.
- 사기사와 타카오 (鷺沢 高尾)

고등학교 2학년이다. 도모아키를 좋아하며 피아노를 잘 쳐 합창대회에서도 반주를 맡는다. 초등학교 때는 리카코와 같은 피아노 교실에 다녔다.
- 오자키 미키 (尾崎 美樹)

리카코와 같은 반이자 친구이다. 1학년 때 피아노를 연주하는 리카코에게 한눈에 반했다. 집은 술집을 하며 어렸을 적엔 도모아키와 자주 놀았다.
- 오가타 아츠시 (緒方 篤志)

고등학교 1학년이다. 오사카에서 태어났으며 중학교 3학년 때 중·고 합동 육상 대회 연습에서 사기사와에게 한눈에 반했다.
- 가와나 에리코 (川奈 依里子)

고등학교 1학년이다. 리카코의 여동생이며 미키를 좋아한다. 오가타와는 같은 반 친구이다.

## 영화
《러버스 키스》(ラヴァーズ・キス)는 2003년에 개봉한 일본의 영화이다.

### 캐스팅
- 카와 리카코- 히라야마 아야
- 카와 에리코 - 미야자키 아오이
- 오자키 미키 - 이치카와 미카코
- 사기사와 다카오 - 이시가키 유마
- 후지이 토모아키 - 나리미야 히로키
- 오가타 아츠시 - 아베 신노스케
- 후지이 미사코 - 니시다 나오미
- 카와 하루에 -  텐코 마유미
- 후지 쥰코 - 아오야마 치카코
- 오자키 테루요 - 아츠시 오쿠노
- 오자키 켄이치 - 마츠나가 히데아키
- 오자키 미츠코 - 오카 미야코
- 미키 할아버지 - 이와테 타로
- 교사 - 스즈키 카즈노리
- 병원 의사 - 사토 코지

### 제작진
- 감독·각본 : 오이카와 아타루
- 기획 : 야마시타 히마히토, 사이 하루오, 하라다 소이치로
- 프로듀서 : 야마카와 케이이치 , 무라타 유이치, 오카다 카즈노리
- 원작 : 요시다 아키미 - 《러버스 키스》
- 제작위원회 : 도호, 후지 TV, 쇼가쿠칸, 가가 커뮤니케이션스
- 배급 : 도호

## 같이 보기
- 바닷마을 다이어리 : <월간 flowers > (쇼가쿠칸)에 부정기 연재되고 있는 요시다 아키미의 또 다른 만화 작품. 마찬가지로 가마쿠라를 무대로 하고 있으며, 리카코와 만나기 이전의 토모아키나 미키·오가타들의 형제가 등장한다.